# 哈斯自动化
哈斯自动化公司（英語：Haas Automation, Inc）是一家美国机床制造商，也是全球规模最大的机床制造商之一，总部位于加利福尼亚州奥克斯纳德，由吉尼·哈斯于1983年创办。该公司主要生产低成本机床及其专属配件，其中大部分为数控机床。其大部分产品在公司位于美国总部的工厂生产。
除机械制造外，哈斯还投身赛车运动，拥有两支车队，分别是F1哈斯车队和NASCAR斯圖爾特-哈斯車隊。